# Martin Løwstrøm Nyenget
Martin Løwstrøm Nyenget (1º aprile 1992) è un fondista norvegese.

## Biografia
Nyenget, originario di Siggerud e attivo in gare FIS dal marzo del 2009, ai Mondiali juniores di Erzurum 2012 ha vinto la medaglia di bronzo nella staffetta; in Coppa del Mondo ha esordito l'8 marzo 2014 a Oslo (41º), ha ottenuto il primo podio il 6 dicembre 2015 a Lillehammer, classificandosi 2º nella staffetta 4x7,5 km, e la prima vittoria il 6 marzo 2022 nella 50 km di Oslo. Ai Mondiali di Planica 2023, sua prima presenza iridata, si è piazzato 5º nella 50 km; ai successivi Mondiali di Trondheim 2025 ha vinto la medaglia d'oro nella staffetta, quella d'argento nello skiathlon ed è stato 4º nella 50 km e 5º nella 10 km. Non ha preso parte a rassegne olimpiche.

## Palmarès

### Mondiali
- 2 medaglie:
  - 1 oro (staffetta a Trondheim 2025)
  - 1 argento (skiathlon a Trondheim 2025)

### Mondiali juniores
- 1 medaglia:
  - 1 bronzo (staffetta a Erzurum 2012)

### Coppa del Mondo
- Miglior piazzamento in classifica generale: 5º nel 2024
- 28 podi (20 individuali, 8 a squadre)
  - 7 vittorie (5 individuali, 2 a squadre)
  - 8 secondi posti (4 individuali, 4 a squadre)
  - 13 terzi posti (11 individuali, 2 a squadre)

#### Coppa del Mondo - vittorie
| Data             | Località    | Nazione   | Spec.                                                                 |
| ---------------- | ----------- | --------- | --------------------------------------------------------------------- |
| 6 marzo 2022     | Oslo        | Norvegia  | 50 km TC MS                                                           |
| 25 novembre 2023 | Kuusamo     | Finlandia | 10 km TC                                                              |
| 3 dicembre 2023  | Gällivare   | Svezia    | 4x7,5 km (con Pål Golberg, Simen Hegstad Krüger e Jan Thomas Jenssen) |
| 21 gennaio 2024  | Oberhof     | Germania  | 4x7,5 km (con Erik Valnes, Pål Golberg e Johannes Høsflot Klæbo)      |
| 6 dicembre 2024  | Lillehammer | Norvegia  | 10 km TL                                                              |
| 15 dicembre 2024 | Davos       | Svizzera  | 20 km TC                                                              |
| 15 marzo 2025    | Oslo        | Norvegia  | 20 km TC                                                              |

Legenda:

MS = partenza in linea

TC = tecnica classica

TL = tecnica libera

#### Coppa del Mondo - competizioni intermedie
- 2 podi di tappa:
  - 2 terzi posti